# 岩手県道296号花巻空港インター線
岩手県道296号花巻空港インター線（いわてけんどう296ごう はなまきくうこうインターせん）は、岩手県花巻市を通る一般県道である。

## 概要
国道4号花巻東バイパスと釜石自動車道（花巻空港IC）を接続するために開通した514mの短距離路線である。
多くの地図では釜石自動車道の道路の一部として道路の掲載があるだけで、県道の存在が確認できない。

### 路線データ
- 実延長 : 514 m[1]
- 起点 : 花巻市下似内[1]（国道4号花巻東バイパス・岩手県道294号東宮野目二枚橋線交点）
- 終点 : 花巻市下似内2地割（釜石自動車道花巻空港IC[1]）

## 歴史
2002年（平成14年）4月12日に県道に認定された。

## 地理

### 交差する道路
- 国道4号花巻東バイパス・岩手県道294号東宮野目二枚橋線（起点）
- E46 釜石自動車道 花巻空港IC（終点）